# Ester Tencer
Ester Tencer, ursprünglich Ester Kornmehl (geboren am 1. April 1909 in Ryglice; gestorben am 26. September 1990 in Wien) war eine österreichische Widerstandskämpferin gegen den Nationalsozialismus und Überlebende des Holocaust. Nach der NS-Zeit zählte sie zu den ersten Mitarbeitern des Dokumentationsarchivs des österreichischen Widerstandes.

## Leben
Tencer wurde als Tochter eines Rabbiners in Galizien geboren. 1914 übersiedelt die Familie nach Wien. Ester Tencer absolviert die Handelsschule und eine Ausbildung zur Buchhalterin. Sie schloss sich der kommunistischen Studentenbewegung an und wird ab 1936 Rote Hilfe Österreichs tätig, die vom austrofaschistischen Regime verboten worden war. Ende Jänner 1939 flüchtete sie nach Antwerpen und beteiligt sich an der dortigen jüdischen kommunistischen Partei. Nach dem Überfall auf Belgien durch das NS-Regime im Mai 1940 leistete sie Widerstand gegen den Nationalsozialismus, stellte Propagandamaterial gegen den Krieg und gegen das NS-Regime her und verteilte dieses gemeinsam mit anderen Widerstandskämpferinnen aus Österreich vor und in deutschen Kasernen.
1942 begannen auch in Belgien die Deportationen. Ihre Mutter sowie die zwei Schwestern Chana und Chaja wurden Ende Februar 1943 verhaftet und in ein Konzentrationslager verbracht. Sie sind mutmaßlich vom NS-Regime ermordet worden. Das letzte Lebenszeichen der drei war eine Karte: „Wir fahren in ein Lager, wir wissen nicht, wohin.“ Tencer setzte den Widerstand gegen den Nationalsozialismus ungebrochen fort. So wie in Paris suchten auch in Belgien junge deutschsprachige Kommunistinnen den Kontakt zu Soldaten und übergaben ihnen pazifistisches Propagandamaterial zur Weiterverbreitung in den Kasernen. Diese sogenannte „Mädelarbeit“ war hochgefährlich und führte zur Verhaftung zahlreicher Genossinnen. Tencer sagte später darüber:

„In der Partei war dann eine Diskussion über die Frage, ob es sich gelohnt hat im Verhältnis zu den Erfolgen, die man gehabt hat, denn die Erfolge waren eher gering. Weil auch diese Gruppe nicht viel hat machen können. Sie haben wohl Zeitungen verteilt innerhalb der Kaserne, aber den Krieg an und für sich haben sie bestimmt nicht so stark beeinflusst, dass er rascher zu Ende gegangen ist, während fast alle Kameradinnen, die die Arbeit gemacht haben, hochgegangen sind.“

Auch Tencer wurde im Frühjahr 1943 festgenommen, regelmäßig verhört und bis Jänner 1944 in Einzelhaft gefangen gehalten. Es folgte die Deportation über das Durchgangslager Malines ins KZ Auschwitz, wo sie nur knapp der Vernichtung in den Gaskammern entging. Nach der Evakuation des KZs Mitte Jänner 1945 wurde sie auf einem der sogenannten Todesmärsche von KZ-Häftlingen ins KZ Ravensbrück geschickt, wo sie den Untergang des NS-Regimes erlebte.
Mitte April 1945 wurde Tencer vom Roten Kreuz nach Schweden evakuiert, kehrte danach nach Wien zurück und arbeitete ehrenamtlich im Dokumentationsarchiv des Österreichischen Widerstandes. Als Zeitzeugin stand sie für eine Reihe von Publikationen bereit.